# Moschea di Zeynep Sultan
La moschea di Zeynep Sultan è una moschea imperiale ottomana situata a Istanbul, in Turchia.